# Датско-российские отношения
Датско-российские отношения — взаимоотношения между Данией и Россией, а в исторической ретроспективе — между государствами, существовавшими соответственно на территории этих стран на протяжении последних 900 лет. На современном этапе датско-российское взаимодействие характеризуется широким спектром областей сотрудничества, включающих контакты на высшем уровне, торгово-экономические и гуманитарные связи. Обе страны имеют выход к Балтийскому морю и состоят в Организации по безопасности и сотрудничеству в Европе.
Несмотря на то, что отношения между Данией и Россией не во все исторические периоды носили добрососедский характер, между этими государствами никогда не было войны. 
Кроме того, считается что основатель русской государственности Рюрик был уроженцем Дании.

## История

### До XVI века
Археология говорит о торговых связях Фризии и восточных славян начиная с VII века.
Первые сведения о русско-датских отношениях восходят к XI веку. Так, в «Хронике» Адама Бременского, датированной 70-ми годами XI века сообщается о морских связях между Данией и Новгородом. Согласно «Хронике» датчане в то время «из Дании ходили в Острогард Руссии». Эти данные подтверждаются археологическими раскопками в Новгороде, в ходе которых была обнаружена кость с датской рунической надписью середины XI века. Упоминается о русско-датских связях и в «Пегауских анналах», датированных серединой XII века. В них сообщается о путешествиях датчан через Русь в Грецию в первой четверти XI века.
К XII веку относится и первое упоминание о датчанах в русских летописях. Так, в Новгородской первой летописи, летописец под 1130 годом сообщив о крушении нескольких русских кораблей, возвращавшихся из плавания на остров Готланд, в то же время добавляет, что из Дании русские корабли вернулись благополучно: «…из Дони приидоша здрави» таким образом, впервые называется древнерусское название Дании — Донь и сообщается не только о плавании датчан на Русь, но и новгородцев в Данию.
В XIII веке русско-датские связи усиливаются. Это связано, прежде всего, с завоеванием королем Дании Вальдемаром II Северной Эстонии в 1219 году и установлением общей русско-датской границы по реке Нарве. Дания владела этими землями до 1346 года.
Следующим этапом русско-датских отношений стало заключение между великим князем Иваном III и датским королём Иоганном в 1493 году первого письменного русско-датского договора «О дружественном и вечном союзе». Причинами для заключения договора стали стремления со стороны Дании заручиться поддержкой Московского государства при завоевании Швеции, а русское правительство, в свою очередь, рассчитывало на укрепление своих позиций на берегах Балтийского моря. В июне 1493 года в Москву прибыл датский посол Иван Магистр (по другим данным — магистр Ханс Клаусен), который провёл переговоры. В обратный путь в Копенгаген с ним отправились Дмитрий Ларев Палеолог и Дмитрий Зайцев. 8 ноября 1493 года в Копенгагене ими был подписан первый русско-датский союзный договор. В соответствии с договором Россия обязалась помогать датчанам в войне с Швецией, а Дания — поддерживать Ивана III в борьбе против Великого княжества Литовского. Договором устанавливалась свобода торговли для русских и датских купцов. Выполняя договор, Россия начала в 1495 году войну со Швецией. В 1498—1500 годах Иоганн и Иван III вели переговоры о браке дочери короля Елизаветы с сыном Ивана Василием.

### XVI век
Продолжились контакты между датчанами и русскими и при преемниках подписавших договор правителей. Так, в 1506 году Василий III продлил договор 1493 года, и в 1514—1515 годах посылал в Копенгаген дьяка Василия Белого для переговоров с королём Кристианом II о продлении договора. Договор был повторно продлён в 1516 году. А уже в июле следующего года Василий III, по просьбе датского короля, отвел датским купцам в Новгороде и Ивангороде особые места для устройства дворов и церквей.
Первое обострение русско-датских отношений, впрочем закончившееся заключением нового союза, произошло во время Ливонской войны. Набиравшее силу на востоке Балтийского моря Русское царство попыталось изменить баланс сил в регионе в свою пользу. Но на первенство в балтийском регионе претендовали также Швеция и Дания, желавшие получить свою часть «ливонского наследства». После первых успехов русских войск в Ливонии, в марте 1559 года, под влиянием Дании и представителей крупного боярства, препятствовавших расширению рамок военного конфликта, Иван Грозный заключил перемирие с Ливонской конфедерацией, которое продлилось до ноября. Однако, историк Р. Г. Скрынников подчёркивает, что русское правительство в лице Адашева и Висковатого «должно было заключить перемирие на западных рубежах», поскольку готовилось к «решительному столкновению на южной границе». Во время перемирия (31 августа) ливонский ландсмейстер Тевтонского ордена Готард Кетлер заключил в Вильне с литовским великим князем Сигизмундом II соглашение, по которому земли ордена и владения рижского архиепископа переходили под «клиентеллу и протекцию», то есть, под протекторат Великого княжества Литовского. В том же 1559 году Ревель отошёл Швеции, а Эзельский епископ, Йоханн фон Мюнхаузен, обратился за защитой к Дании. Секретным соглашением с королём Фредериком II епископ уступил королю свои владения остров Эзель и Пилтен с правом на Ригу и Ревель за 30 000 талеров. Король, в свою очередь, отдал эти земли своему брату Магнусу вместо положенных по завещанию отца земель в Голштинии. Таким образом, владельцами земель, на которые претендовало русское государство, вместо ослабленного Ливонского ордена стали три сильных европейских державы.
Литва и Швеция потребовали у Ивана Грозного удаления русских войск со своих территорий, на что он ответил отказом. В 1562 году русские войска вошли в пределы Литвы и осадили Полоцк. В это же время в Можайске Иван Висковатов заключил с датскими послами договор, который обязывал стороны не поддерживать Швецию или Польшу в их притязаниях в Ливонии. Совместно с Дерпским русско-шведским договором он позволил сосредоточиться Русскому царству на военных действиях лишь против Литвы. В то же время, русское правительство неформально поддерживало Данию против Швеции в начавшейся Семилетней северной войне. Так, при поддержке датского короля на русские деньги в Нарве был снаряжен корабль для датского капера Карстена Роде, действовавшего на Балтийском море против Швеции и Польши в интересах русского царя.
Несмотря на русско-датское сотрудничество военные дела у обоих государств шли не важно. Надеясь подтолкнуть Данию к более решительным действиям в Ливонии Иван Грозный сделал ставку на брата датского короля — герцога Магнуса. Иван Грозный провозгласил вассальное Русскому царству Ливонское королевство, а Магнуса в 1570 году короновал в Москве как короля Ливонии. С целью укрепления союза с Магнусом Иван Грозный выдал за него замуж свою племянницу княжну Марию Старицкую. В 1571 году датский король подтвердил свои заверения в дружбе Ивану Грозному в письме, переданном с посольством Елисея Изенберга. Однако, он не оказал поддержки своему брату и в 1577 году Магнус перешел на сторону Стефана Батория, был захвачен в плен русскими войсками, но прощен и отпущен.
В 1578 году состоялось большое датское посольство в Россию для продления Можайского договора 1562 года. Посольство возглавлял Яков Ульфельд, который по результатам своего путешествия оставил обширные воспоминания «Hodoeporicon Ruthenicum» (Путешествие в Россию). По другой версии, заметки написал входивший в состав посольства пастор Андреас Фионикус. Посольство выехало из Дании морским путём 9 мая и прибыло в Псков 24 июня. Из Пскова посольство перебралось в Новгород. Пробыв там около месяца 4 августа отправилось в Александровскую слободу, где вскоре заключило русско-датский договор.
Несмотря на это, уже через 7 лет, в 1582 году отношения между Данией и Русским царством обострились, поставив страны на грань вооружённого конфликта. Причиной противостояния стал так называемый «лапландский спор», возникший из-за отсутствия чёткой границы между Русским царством и, входившей тогда в состав Дании, Норвегией, а также из-за двоеданства лопарей. Фредерик II, претендуя на доходы от мурманского торга, объявил Норвежское море «Датским проливом» и начал собирать пошлины с торговых судов, идущих в Колу и Холмогоры. Для подкрепления своих прав в апреле 1582 года он отправил в Баренцево и Белое море датскую эскадру под командованием Эрика Мунка, которая захватила несколько английских и голландских кораблей с товарами на сумму в 50 тысяч рублей. Одновременно датский король приказал своим данщикам, посланным на Кольский полуостров, собирать дань не только с лопарей, но и русских и карел. Фёдор Иоаннович был вынужден в 1585 году перевести торговлю в Новые Холмогоры (Архангельск) и отправить в Кольский острог отряд стрельцов, после чего претензии датчан сошли на нет.
Однако датчане сохранили интерес к торговле с Москвой через Северный Ледовитый океан. Так, уже в 1592 году два датских подданных Люткен и Броквольдт отправились с разрешения русских властей изучать русский язык в Холмогоры. В 1597 году датский король Кристиан IV отправил в Москву посольство с требованием признать Кольский полуостров датской территорией, но получил отказ. Стороны неоднократно пытались провести переговоры непосредственно на месте — в Коле, но на встречу не приезжали то русские, то датские послы. В 1598 году уже Борис Годунов потребовал от датчан часть Финнмарка, предложив считать границу по реке Ивгей и отменить двоеданство саамов. В 1599 году Христиан IV лично прибыл с эскадрой кораблей в Колу и предложил местным жителям принять датское подданство, но получил отказ.

### XVII век
В 1601 году в Москву прибыло датское посольство в составе Симона фон Салингена, Эске Брокка и Карла Брюске с предложением передачи датскому королю всей лопской земли за выкуп в 50 тысяч талеров, но получило отказ и 16 февраля 1602 году убыло обратно.
В том же 1602 году в Москву прибыло ещё одно большое посольство, на этот раз с матримониальными целями. Речь шла о браке Иоганна Шлезвиг-Гольштейнского, брата датского короля Христиана IV, и дочери русского царя Ксении Годуновой. Борис Годунов в качестве приданого обещал за свою дочь отдать Тверское княжество. Возглавлял посольство Аксель Гюльденстерне, который по результатам поездки опубликовал сочинение «Wahrnafftige Relation der Russischen und Moscowitischen Reyse» (Путешествие в Россию датского принца Иоанна (Ганса), брата короля Христиана IV). Несмотря на то, что помолвка состоялась и по словам Исаака Массы, «царь Борис изъявлял чрезвычайную радость; царица и молодая княжна видели герцога сквозь смотрительную решетку, но герцог их не видел, ибо московиты никому не показывают своих жен и дочерей и держат их взаперти», датский жених внезапно умер в Москве.
После Смутного времени русско-датские контакты восстановились уже при Михаиле Федоровиче. Стремления к союзу с лютеранской Данией было вызвано необходимостью, прежде всего, противостоять католической Польше, оказывающей сильное давление на Россию. Этим же соображениями была вызвана и поддержка Дании Россией в ходе Тридцателетней войны. Продолжали расширяться и торговые связи России и Дании. Так, интенсивная переписка патриарха Филарета и короля Кристиана IV, прежде всего, затрагивала вопрос беспошлинных закупок датчанами хлеба в России.
В то же время, продолжался вялотекущий русско-датский конфликт, касавшийся лапландских территорий. В грамоте от 14 мая 1618 года датский король угрожал прибегнуть к силе, если не будет вопрос о «возвращении Лапландии». Ещё более обострилась ситуация в следующем году. В 1619 году несколько датских торговых кораблей под командованием Климента Блума пришли на Печору и в Пустозеро и за фальшивые русские деньги (из низкопробного сплава серебра с медью) организовали скупку мехов. На обратном пути 2 сентября датчане зашли на зимовку в Кольскую губу, где были задержаны и отправлены в Архангельск. Но после допроса, не желая обострения отношений с датчанами, русский воевода отпустил купцов. Интересно, что в том же 1619 году датские купцы оставили в Кольском остроге «двух робят учиться русской грамоте». Несмотря на освобождение Блума, в ответ на действия русских властей, в 1621 году датчане направили к острову Кильдин два военных корабля, захвативших судно из Гамбурга и несколько русских промысловых и рыбацких лодей и лодок. Целью датчан было воспрепятствование русской торговли с Англией и Голландией, а также постановка под свой контроль скупку всей рыбы, добываемой в русских водах. В 1622 году уже 5 датских кораблей блокировали Кольскую гавань, захватили три голландских судна и, высадив десант на побережье, потребовали от русских рыбаков продажи рыбных уловов лишь датчанам. В 1623 году к русским берегам пришло уже 6 датских судов под командованием Эрика Мунка на основании требований датского короля о возмещении убытков Климету Блуму. Датская эскадра установила блокаду Кольского острога и высадила десант на побережье Кольского полуострова, захватив товаров на 54 тысячи рублей. В устье реки Териберка состоялся бой между датскими кораблями и сопровождавшими один из купеческих караванов стрельцами. Датчанам удалось пушечными ядрами разбить наскоро построенный острожек, отогнать русских вглубь материка, захватить припасы и уничтожить трофейные русские лодьи. Правительство России направило протест в Копенгаген, но получило ответ, что убытки Блума ещё не возмещены и требование пересмотра границ. Лишь увеличение гарнизона Кольского острога до 500 стрельцов и 54 артиллерийских орудий заставило датчан прекратить нападения.
В 1644 году возникла идея очередного династического русско-датского брака. На этот раз планировалось выдать замуж старшую дочь русского царя Ирину за сына датского короля Вальдемара Кристиана. В Россию Вальдемар прибыл в феврале 1644 года, и начались длительные переговоры об условиях брака. Вольдемар категорически отказался принять православие, и переговоры зашли в тупик. Царь Михаил пытался удержать графа в России силой. По сути, Вольдемар оказался под домашним арестом. В мае граф вместе с несколькими приближёнными предпринял попытку с оружием в руках вырваться из русской столицы, но был остановлен у Тверских ворот. Вольдемар потребовал отпустить его в Данию к отцу, но был посажен под стражу. Датские послы попытались освободить графа, но заговор не удался. Даже вмешательство самого короля Кристиана не помогло. Несчастный Вальдемар получил свободу только после смерти царя Михаила и вступления на престол Алексея Михайловича. Он уехал в Данию 17 августа 1645 года, пробыв в России больше года.
В конце XVII века между странами начинают устанавливаться ещё более тесные связи. В 1672 году в Москве появился первый постоянный датский агент, а в 1684 году был заключен русско-датский договор по процедурным вопросам взаимоотношений.

### XVIII век
Следующее укрепление русско-датских отношений связано со стремление России получить выход к Балтийскому морю. Пётр I планировал боевые действия против Швеции и стремился создать антишведский союз европейских держав. Первые основы Северного союза были заложены тайным Равским соглашением Петра I с польским королём и саксонским курфюрстом Августом II в 1698 году. Приехав в Москву, Пётр в глубокой тайне приступил к переговорам с датским посланником. Переговоры завершились заключением договора между Россией и Данией согласно которому в случае нападения на одно из договаривающихся государств другое должно прийти на помощь не позднее трёх месяцев. В сепаратных статьях этого договора указывалось, что под «нападателем» и «оскорбителем» имелась в виду Швеция. Пётр потребовал подписания в договоре особого пункта о том, что война будет вестись союзниками совместно до самого её окончания. Перед этим, 14 сентября 1699 года, в Дрездене, между Августом II и Фредериком IV был также заключён союзный договор, направленный против Швеции. В это же время Россия и Дания договорились об обмене постоянных послов. Первым послом России в Копенгагене стал Андрей Петрович Измайлов.
Боевые действия в начавшейся Северной войне для союзников в первое время складывались неудачно. Шведский король Карл XII высадился в Дании, разгромил датские войска и принудил Данию к заключению сепаратного мира, после чего разгромил русскую армию под Нарвой. Однако, вскоре Россия смогла оправиться от первого поражения, и в 1709 году нанесла серьезное поражение шведской армии в битве под Полтавой. После этого Дания вновь присоединилась к коалиции союзников, заключив в том же году Копенгагенский союзный договор. К концу войны отношения между союзниками вновь ухудшились, в результате в 1720 году Дания подписала со Швецией сепаратный Фредериксборгский договор. Россия закончила войну в 1721 году Ништадтским мирным договором.
В дальнейшем русско-датские отношения серьезно осложнил так называемый готторпский вопрос. Россия была втянута в этот давний европейский конфликт браком дочери Петра I Анны Петровны и герцога Гольштейн-Готторпского Карла Фридриха. Так как Дания по результатам Северной войны получила в своё пользование Шлезвиг, оставив Карлу-Фридриху Гольштейн, то, при поддержке России, стали возникать постоянные претензии о передаче датчанами Шлезвига герцогу обратно. Этот вопрос чуть не довёл дело до русско-датской войны в правление Екатерины I и Петра III, который уже приказал для войны с датчанами готовить корпус генерала П. А. Румянцева был остановлен лишь дворцовым переворотом. Лишь Екатерина II избавила Россию от готторопского вопроса, заключив в 1767 году с Данией договор о союзе, подтверждённый трактатом в 1773 года (так называемый Царскосельский трактат). Согласно заключённому трактату, наследник российского престола Павел (I), бывший одновременно гольштейн-готторпским герцогом, отказывался в пользу Дании от готторпского наследства в обмен на графства Ольденбург и Дельменхорст в Северной Германии, правителем которых стал Фридрих Август I Ольденбургский. В результате такого решения весь Шлезвиг-Гольштейн вошёл в состав Дании.
После нападения Шведов на Россию в 1788 году, Дания, следуя обязательствам договора от 1773 года, также объявила шведам войну, вошедшую в историю под именем Театральная война.

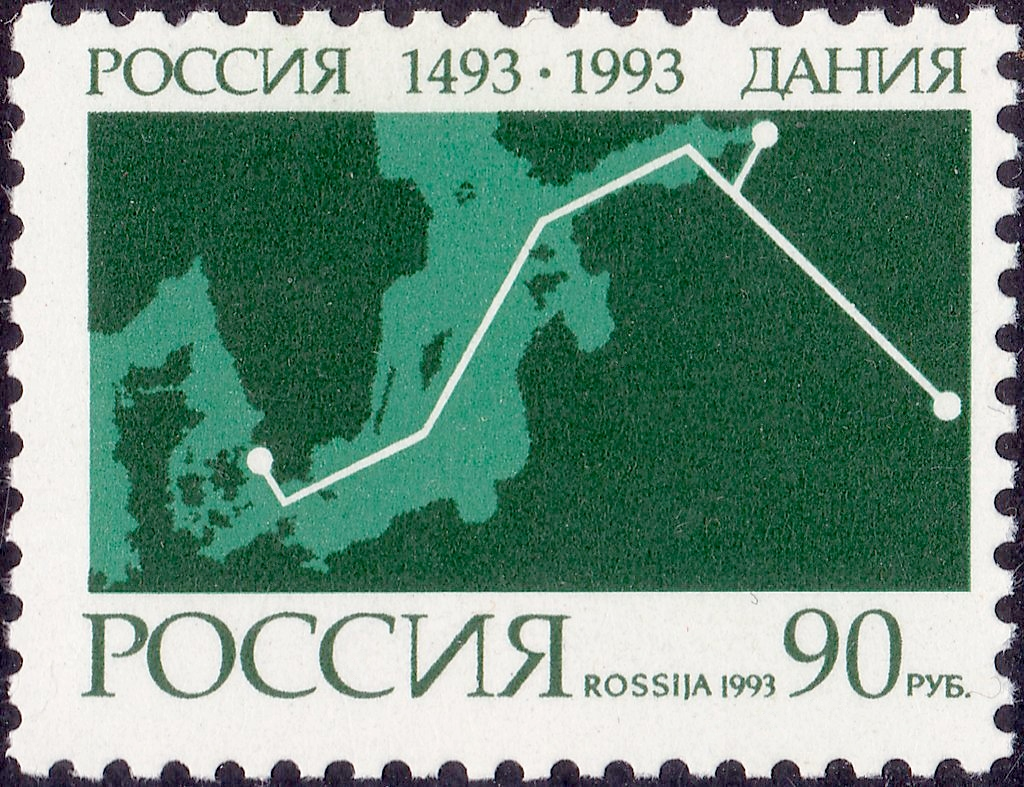
Почтовая марка со схемой первой в России подводной оптоволоконной линии «Дания—Россия»: Москва, Петербург и Копенгаген соединены через Кингисепп, приурочена к 500-летию российско-датских отношений

### XIX век
В XIX веке апогеем российско-датских отношений стал брак наследника русского престола цесаревича Александра Александровича и датской принцессы Дагмары.

### XX век
Николай II был сыном датской принцессы Дагмары. СССР имел дипломатические отношения с Данией с 1924 по 1991 годы (с перерывом на время Великой Отечественной войны). Кроме посольства в Дании, СССР имел торгпредство в Копенгагене. С 1992 года Россия и Дания имеют дипломатические отношения.

## Современное состояние

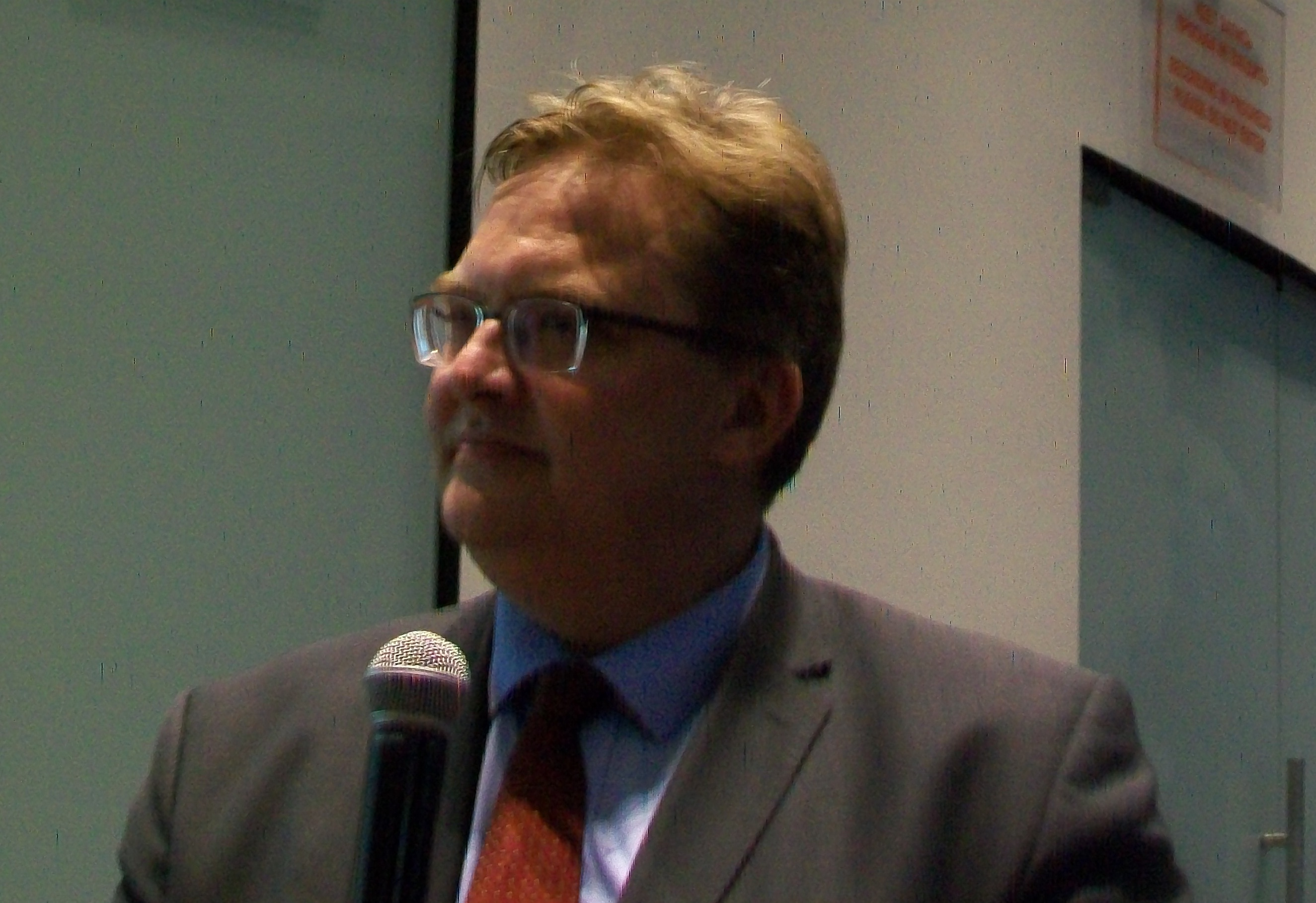
Посол Дании в России Томас Винклер (2 ноября 2017 года)

20 марта 2015 года российский посол в Дании заявил, что Россия нанесёт ядерный удар по датским кораблям, в случае развертывания там системы ПРО, которую РФ считает угрозой своей безопасности. Это высказывание вызвало ряд возмущений глав стран Западной Европы; Германия осудила Россию за «угрозу маленькой Дании».
Спустя год после скандала, посол Дании в РФ Томас Винклер рассказал в интервью СМИ: «Когда в печати появилась статья — датчане были в состоянии шока, особенно на политическом уровне. Но после того, как были проведены политические переговоры и обсуждения, я считаю, не осталось никаких негативных последствий для наших отношений». Также он добавил: «Мы принимаем такую позицию, когда Россия может иметь свою точку зрения, но мы не соглашаемся с данным мнением. И тем не менее, никто не спорит и не оспаривает возможность РФ иметь свой взгляд на определённые события, а также излагать его в СМИ».
В 2023 г. посол Дании в Москве Якоб Хеннингсен делал в датских СМИ «провокационные высказывания» о деятельности иностранных компаний в России. В этой связи он вызван в МИД РФ, где было указано, что распространение подобных сообщений является нарушением Венской конвенции о дипломатических сношениях 1961 года, а также противоречит сути тех функций, которые должен исполнять посол в стране пребывания: «Указано, что заявления официального представителя Дании, содержащие оценки российской экономики и правовых основ нашего государства, недопустимы и граничат с вмешательством Копенгагена во внутренние дела Российской Федерации».
В 2022 г. Дания присоединилась к западным санкциям против России . Датские же автономии не входят в ЕС и могут не поддерживать европейские санкции и дальше торговать с Россией, которая является важнейшим импортером рыбы, и  не закрыли порты для российских рыбаков. В конце 2023 г. в Дании заявили, что Копенгагену пора вмешаться в рыболовные соглашения датских автономий с Россией.